# Blížkovice
Městys Blížkovice (německy Lispitz) se nachází v okrese Znojmo v Jihomoravském kraji. Obec se nečlení na části, má ale dvě katastrální území, Městys Blížkovice a Ves Blížkovice. Žije zde přibližně 1 200 obyvatel.
Sousedními obcemi sídla jsou Zvěrkovice, Zálesí, Grešlové Mýto, Blanné, Ctidružice, Moravské Budějovice, Častohostice, Nové Syrovice a Láz.

## Historie
První písemná zmínka o obci pochází z roku 1349. Až do začátku 20. století se jednalo o dvě samostatná sídla Městys Blížkovice a Ves Blížkovice. Sloučení v roce 1910 trvalo pouze rok, definitivně byly obě obce sloučeny v jednu v roce 1919.
V roce 1886 byl v obci založen čtenářský spolek, v roce 1893 hasičský spolek, v roce 1900 Národní jednota, v roce 1924 Sokol, Omladina a Orel. V roce 1848 byla v obci založena obecná škola. V roce 1880 byla v obci otevřena pošta, v roce 1924 byla v obci otevřena četnická stanice a v roce 1939 byla na katastru Městysu Blížkovice otevřena železniční stanice.
Od 23. ledna 2007 byl obci vrácen status městyse.

## Pamětihodnosti
- Kostel svatého Bartoloměje na návsi, gotické jádro, jinak barokní[4]
- Kaplička u cesty k nádraží z období kolem roku 1850[4]
- Boží muka, u drůbežárny
- Socha svatého Jana Nepomuckého na návsi z období před rokem 1750[4]
- Velké trojúhelníkové náměstí[6]

## Galerie

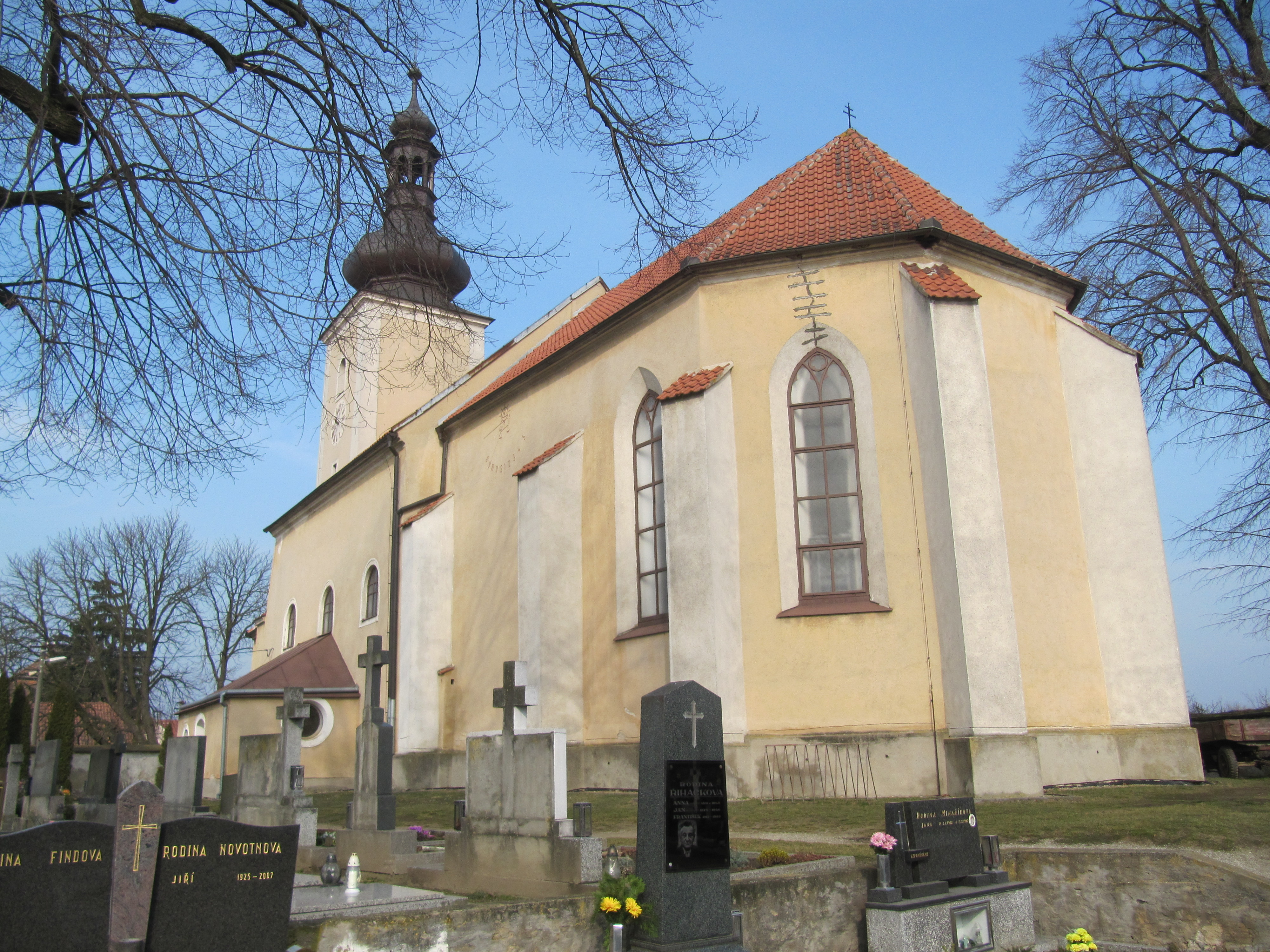
Kostel svatého Bartoloměje
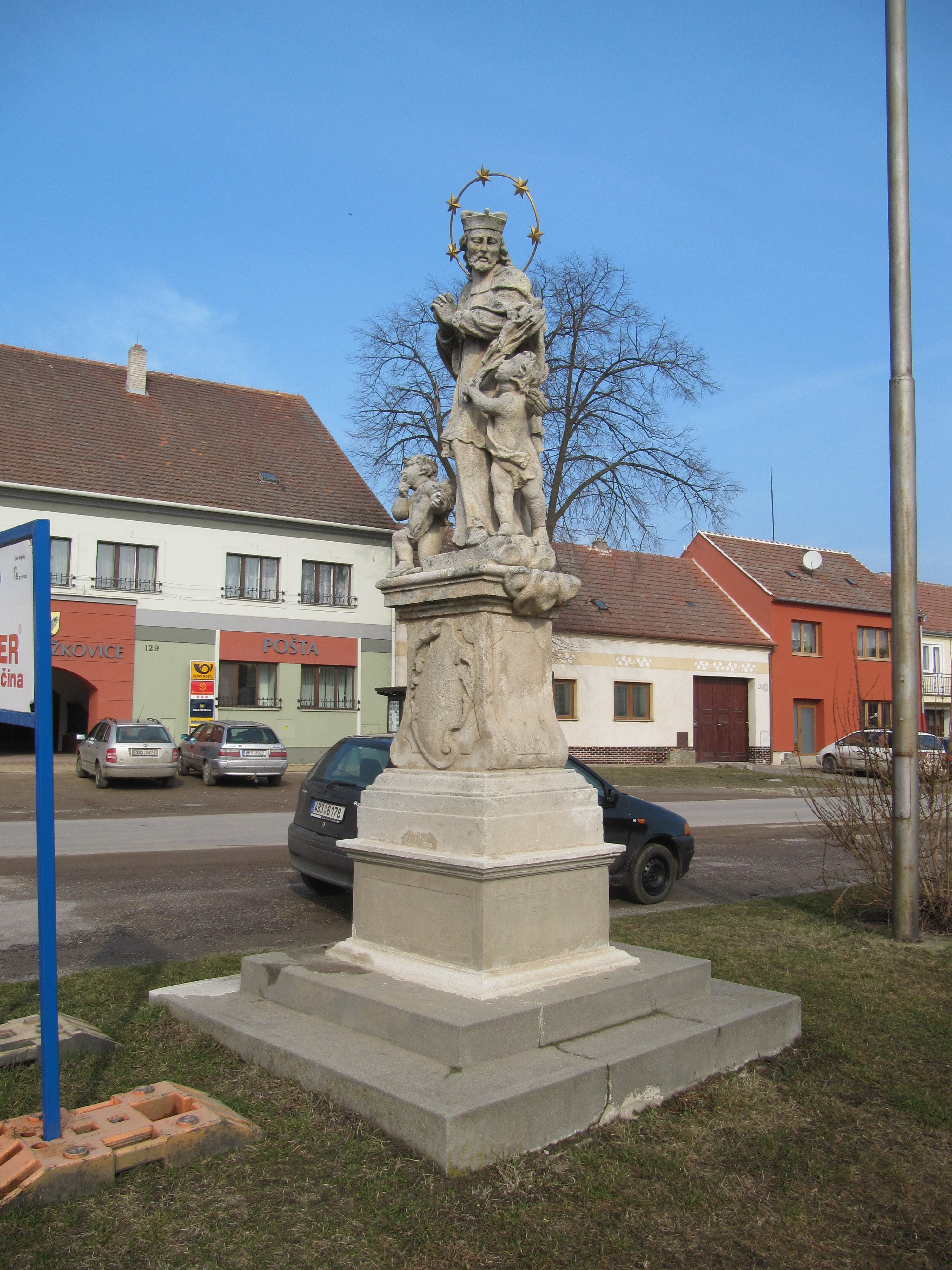
Socha svatého Jana Nepomuckého na návsi
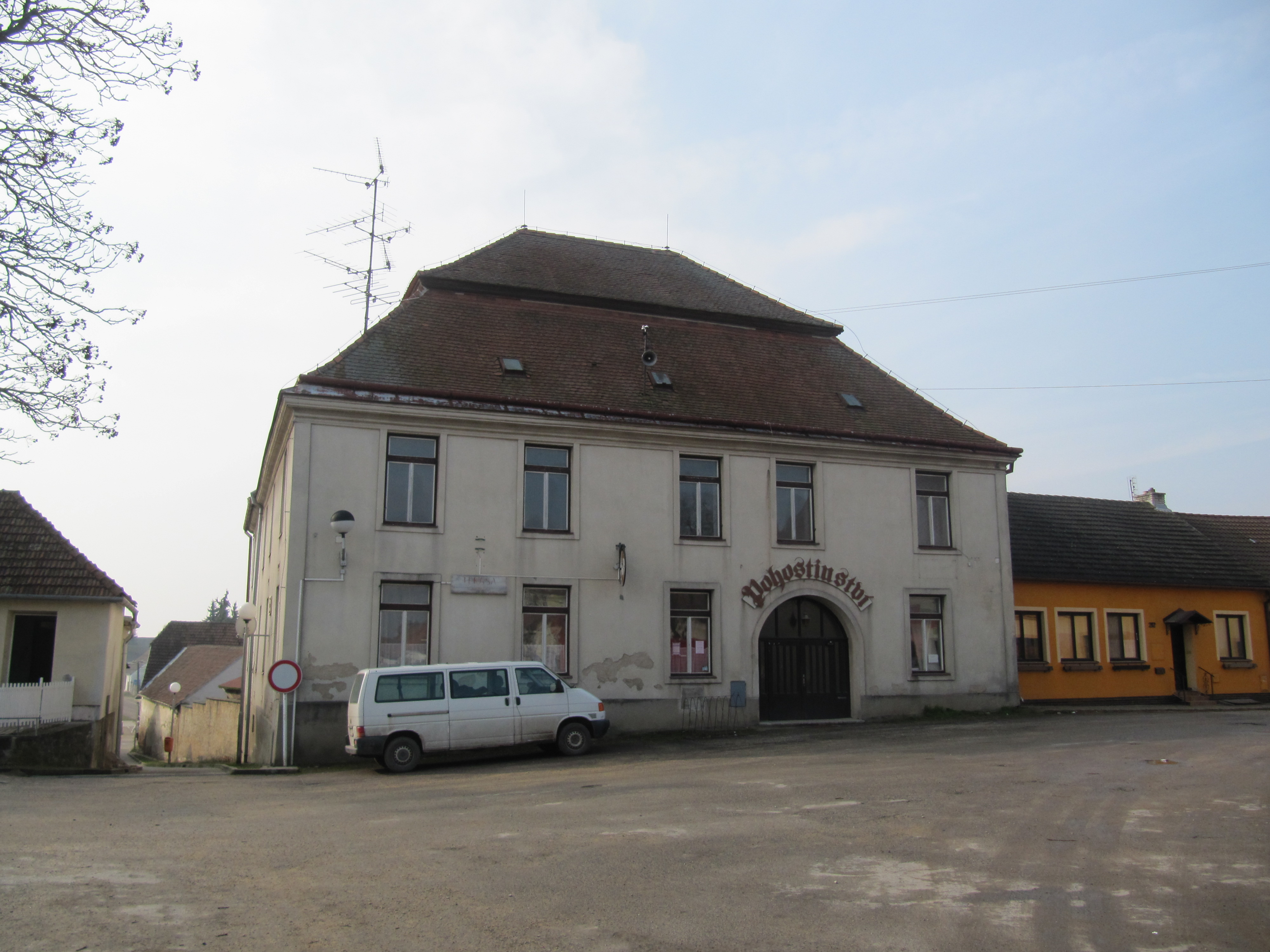
Historická hospoda
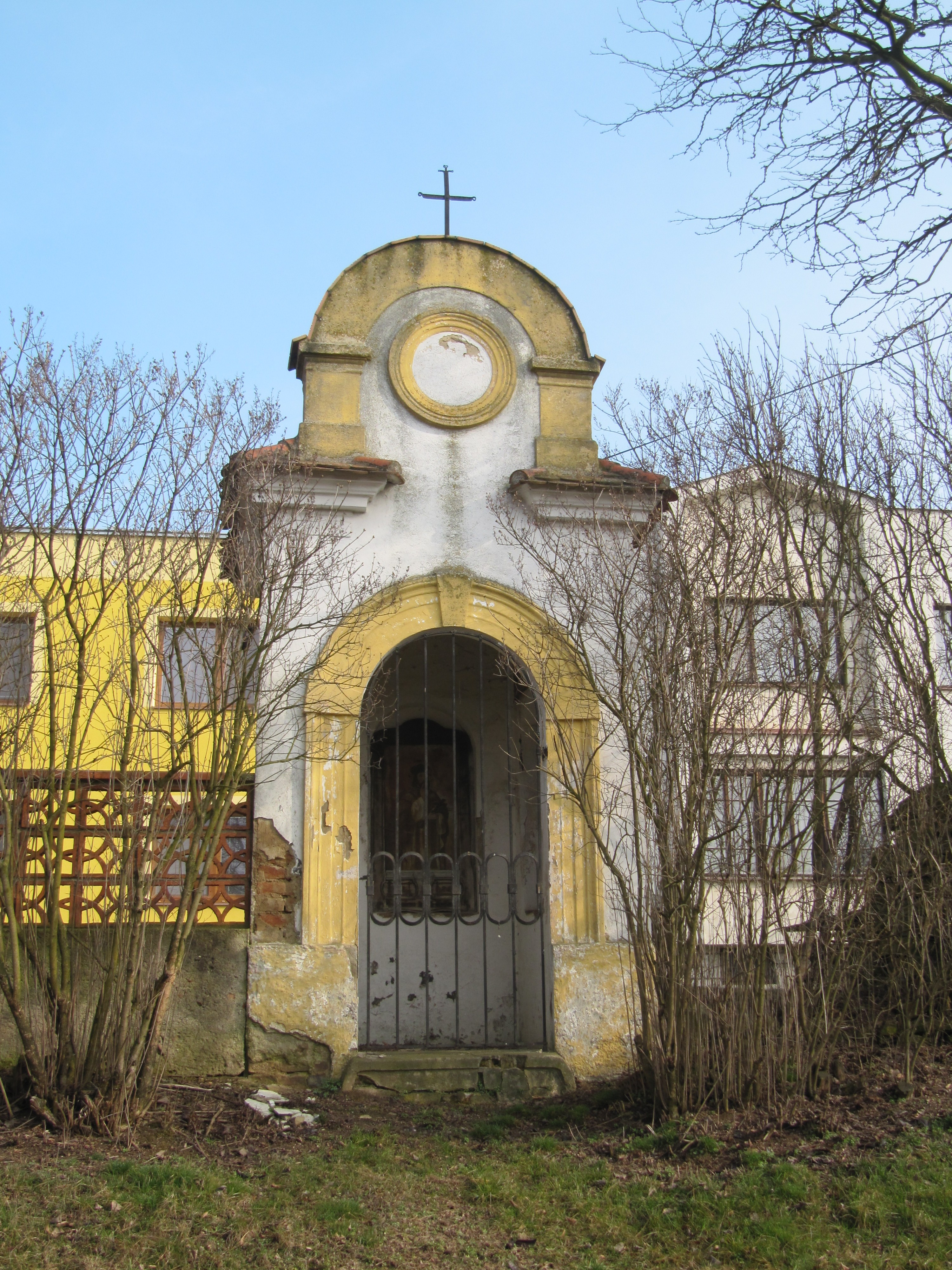
Kaplička u cesty k nádraží
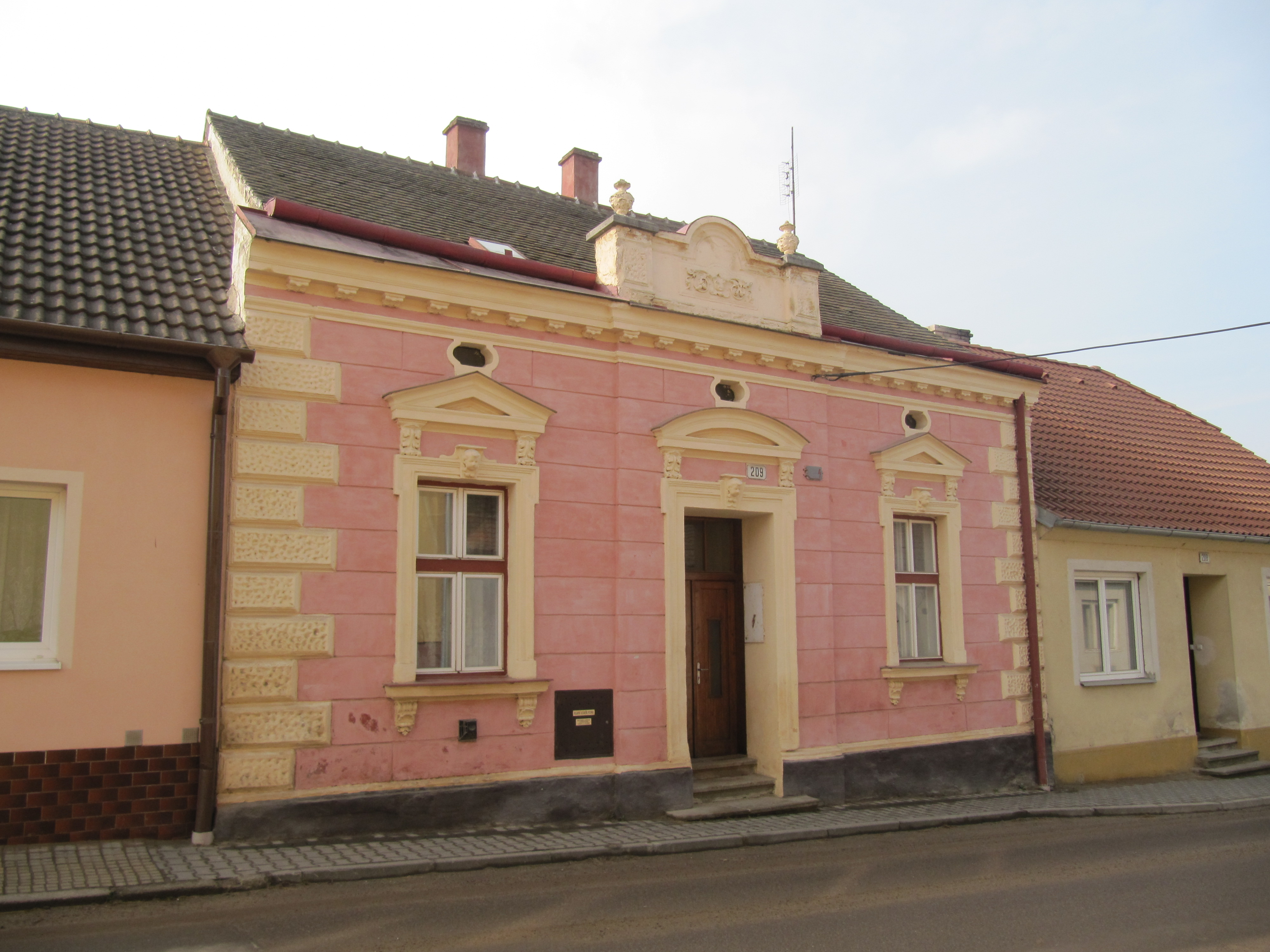
Dům č. p. 209
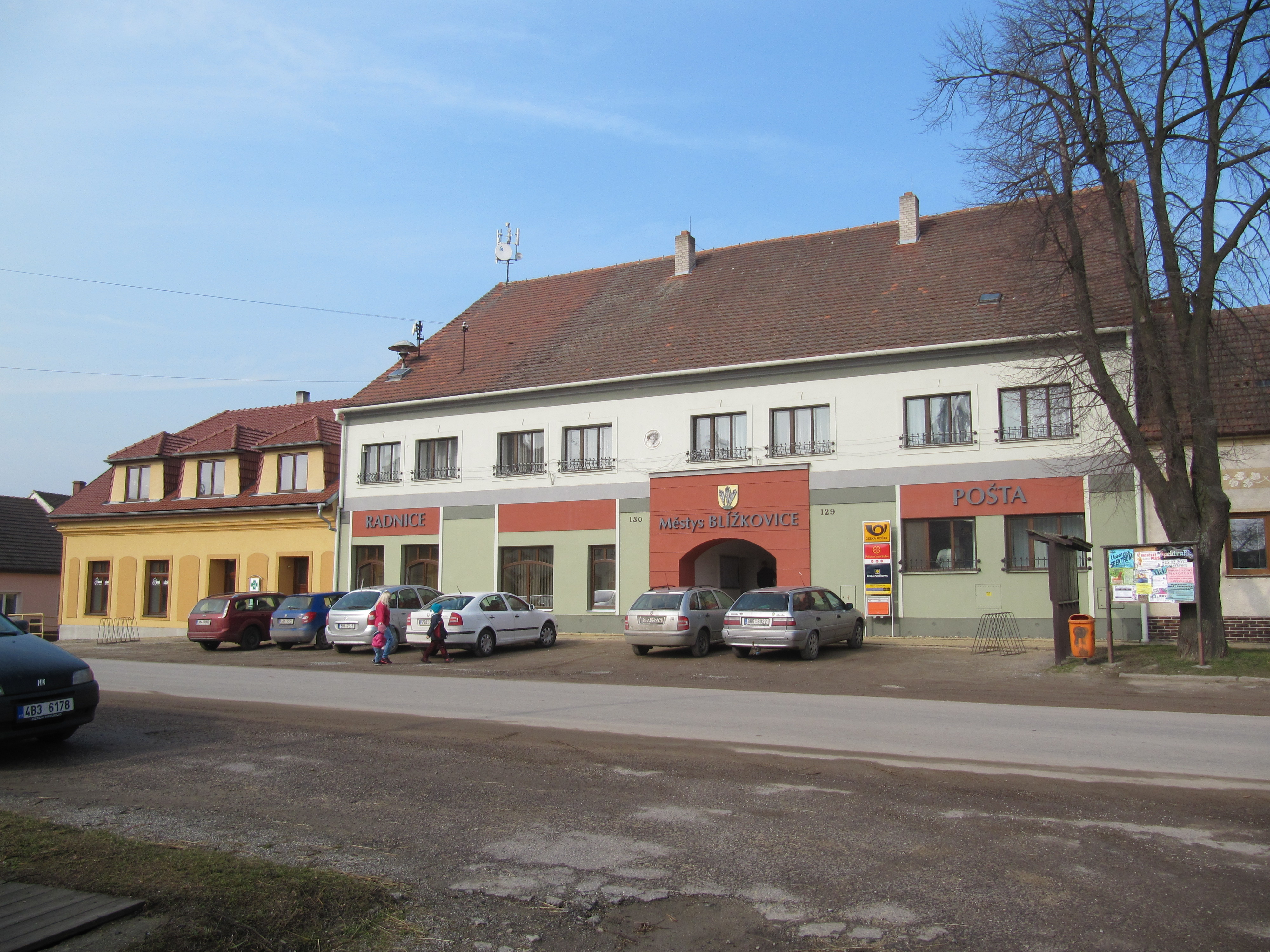
Úřad městyse

## Osobnosti
- Štěpán Bouzar (1914–1942), voják a odbojář
- Marie Holíková (1911–2020), nejstarší žena v ČR[7]
- Jaroslav Jenerál, předseda SSM a člen UV KSČ
- Blažej Konvalina (1919–1942), válečný letec[8][9]
- Jiří Konvalina (1809–1866), starosta Městysu Blížkovice a poslanec Moravského zemského sněmu
- Josef Konvalina (1908–1985), poslanec Prozatímního a Ústavodárného shromáždění RČS
- Josef Křivánek, učitel, odsouzen ke čtyřem a půl letům káznice za druhé světové války
- Tomáš Kuchtík (1898–1951), pedagog
- Václav Plocek (* 1839), poštmistr v Blížkovicích (rodák ze Kšel), propagátor a učitel volapüku[10]
- Jiří Procháska (1749–1820), oftalmolog
- Eduard Staněk (1859–1914), medailér
- Jaromír Vytopil (1937-2020), nejstarší a nejdéle působící český knihkupec